# Windows 3.1x
Windows 3.1x — серія 16-бітних операційних систем від компанії Microsoft.

## Загальна інформація
Реліз Windows 3.1 відбувся у квітні 1992 року. Система мала повну зворотну сумісність із попередником — Windows 3.0, проте додатково містила набір якісних шрифтів TrueType і підтримувала 32-бітний доступ до диску. Також у цю серію вперше було включено антивірусну програму.

## Доступ до пам'яті
У Windows 3.1 було припинено підтримку «реального режиму» (процесори 8086, 8088, 80186), а у Windows 3.11 також і так званого «стандартного» режиму (процесор 80286).
На відміну від Windows 3.0, яка могла адресувати лише 16 мегабайтів оперативної пам'яті, в серії Windows 3.1x це обмеження розширили до 256 мегабайтів.

## Додаткові розширення
Пізніше для систем Windows 3.1x було випущене розширення Win32s, яке було підмножиною API Win32, що забезпечило часткову сумісність із 32-бітними системами Windows NT та Windows 9x

## Цікаві факти
Microsoft Anti-Virus for Windows, що постачався з ОС серії Windows 3.1x, розпізнавав програму інсталяції Windows 95, як таку, що містить вірус.